# سفيان المسرار
سفيان المسرار (مواليد 5 يونيو 1990) لاعب كرة صالات مغربي يلعب مع نادي إتوال لافالواز مايين الفرنسي، والمنتخب المغربي لكرة الصالات.

## مسيرته

### مع الأندية
في عام 2010، بدأ سفيان المسرار مسيرته في نادي دينامو القنيطرة. فاز المسرار رفقة فريقه مرتين ببطولة المغرب، في 2016 ثم خلال موسم 2017-2018، كما فاز بكأس العرش في العام نفسه.
في عام 2018، انتقل إلى فرنسا للعب في نادي مونبلييه لكرة الصالات مع مواطنه بلال البقالي.
بعد عام في مونبلييه، انضم إلى نادي أنيار فيلنوف (ACCS FC) مع بلال البقالي.

### مع المنتخب المغربي
في عام 2011، بدأ سفيان المسرار مسيرته رفقة المنتخب المغربي لكرة الصالات.
شارك في نهائيات كأس العالم في ثلاث نسخ 2012، 2016 و2020.
في نهاية سنة 2018، احتل المنتخب المغربي المركز الثاني في البطولة الدولية في تشانغشو (الصين). وقد احتل سفيان المسرار صدارة ترتيب الهدافين برصيد خمسة أهداف وفي البطولة الدولية في كرواتيا، احتل صدارة ترتيب الهدافين برصيد ستة أهداف.
فاز سفيان المسرار رفقة المنتخب المغربي بكأس أمم إفريقيا ثلاث مرات متتالية أعوام 2016، 2020، 2024.
وتُوّج رفقة المنتخب المغربي بكأس العرب لكرة القدم داخل الصالات عام 2022.

## إنجازاته

### النادي
دينامو القنيطرة
- البطولة المغربية (2):
  - البطولة: 2015-2016 و 2017-2018
- كأس العرش (1)
  - البطولة: 2017-2018

 ACCS
- البطولة الفرنسية (1):
  - البطولة: 2019-2021

 إتوال لافالواز مايين
- البطولة الفرنسية (2):
  - البطولة: 2022-2023، 2023-2024
- كأس فرنسا (2):
  - البطولة: 2022-2023، 2023-2024

### المنتخب
المغرب
- كأس الأمم الأفريقية (3):
  - البطولة: 2016، 2020 و2024
- البطولة العربية داخل الصالات (1):
  - البطولة: 2022
- بطولة كأس القارات داخل الصالات (1):
  - البطولة: 2022

فردية
- أفضل لاعب في البطولة الفرنسية (1): 2023.
- أفضل لاعب في البطولة العربية (1): 2022.
- هداف البطولة الفرنسية (2): 2023 (30 هدف)، 2024 (25 هدف).
- هداف البطولة المغربية (1): 2017 (38 هدف).
- هداف البطولة الدولية بالصين (1): 2019 (5 أهداف).
- هداف البطولة الدولية بكراواتيا (1): 2023 (6 أهداف).